# Xyris gracillima
Xyris gracillima är en gräsväxtart som beskrevs av Ferdinand von Mueller. Xyris gracillima ingår i släktet Xyris och familjen Xyridaceae. Inga underarter finns listade i Catalogue of Life.